# Чёрный (хутор)
Чёрный — хутор в Краснодарском крае, входит в состав Первомайского сельского округа Анапского района.

## География
Хутор находится в западной части Краснодарского края,

## История
Согласно Закону Краснодарского края от 1 апреля 2004 года № 676-КЗ Чёрный вошёл в состав образованного муниципального образования город-курорт Анапа.

## Население
| 2002 | 2010 |
| ---- | ---- |
| 265  | ↗301 |

Национальный состав
Согласно результатам переписи 2002 года, в национальной структуре населения русские составляли 87 % от 265 жителей.

## Инфраструктура
Дом культуры
В центре сельского округа — станице Юровка — функционируют основная школа, детский сад, и отделение Почты России.

## Транспорт
Ближайшая железнодорожная станция — Юровский , находится в центре сельского округа — станице Юровка.
Автомобильный и железнодорожный транспорт.